# Mia Wild
Mia Wild (11. srpnja 2006.) hrvatska je atletičarka. Godine 2024. osvojila je državno prvenstvo na 100 metara i 100 metara s preponama. Bila je srebrna na 100 metara s preponama na Svjetskom atletskom prvenstvu do 20 godina krajem kolovoza 2024.
Porijeklom je iz Nuštra i članica je osječkog atletskoga kluba Slavonija-Žito.
Osvojila je zlato na 100 metara s preponama na Ljetnom olimpijskom festivalu europske mladeži 2022. u Banskoj Bystrici. Podijelila je zlatnu medalju s Laurom Montauban u utrci na 100 metara s preponama na Ljetnom olimpijskom festivalu europske mladeži 2023. u Mariboru.
Osvojila je srebrnu medalju u utrci na 60 metara s preponama na Balkanskom atletskom dvoranskom prvenstvu 2024. u Istanbulu u veljači 2024., istrčavši vrijeme od 8,08 sekundi. Također je bila srebrna u sprintu na 60 metara, istrčavši 7,42 sekunde.
U svibnju 2024. pomaknula se na treće mjesto hrvatske seniorske ljestvice svih vremena kada je u Grazu istrčala 13,20 sekundi na 100 metara s preponama. Osvojila je naslove hrvatske državne državne prvakinje u sprintu na 100 metara i na 100 metara s preponama u lipnju 2024.
Natjecala se na Svjetskom atletskom prvenstvu do 20 godina 2024. u Limi u Peru, kvalificiravši se za finale utrke na 100 metara s preponama pobijedivši u polufinalu u vremenu od 13,42 sekunde. Trčala je 13,15 sekundi u finalu i osvojila srebrnu medalju iza braniteljice naslova Kerrice Hill iz Jamajke. 